# 香月凛
香月 凛（こうげつ りん、年齢非公開）は日本の脚本家、小説家。新潟県出身。

## 経歴・人物
杏林大学社会科学部（現・総合政策学部）卒業。2015年、ファンタジー小説『アリスの冒険』『エデュカントの星』を朗読アプリ「朗読同好会」で発表（現在、同作品は「げんごや」にて公開）。2020年に『ハッピー・バタフライ・エフェクト』『猫のいる夜』『Ｙ（妖怪）系カノジョ』『純少女（ピュア・ガール）』の4作品がオーディオブック化、「LisBo（リスボ）」で配信される（翌年、「ドワンゴジェイピー オーディオブック」でも配信）。2022年には、『AIの帝国』『ビーハイヴ・グラフティ！』の2作品もオーディオブック化。作品はファンタジー、SF、恋愛、アクション、ヒューマン、ホラーなど多岐にわたる。東京都在住。

## 作品リスト
- アリスの冒険
- エデュカントの星
- 明日の背中
- あるいはスノーホワイトという名のカタストロフィ
- きもだめし
- かごめ坂
- ハッピー・バタフライ・エフェクト
- 猫のいる夜
- Ｙ（妖怪）系カノジョ
- 純少女（ピュア・ガール）
- AIの帝国
- ビーハイヴ・グラフティ！
- 人類最後の男